# Ivo Ballardini
(Diego Armando Maradona)
Ivo Ballardini (Faenza, 9 settembre 1955) è un ex calciatore italiano, di ruolo centrocampista.

## Carriera
Dopo le giovanili con il Bologna, debutta in Serie D con il Faenza e poi con la Vis Pesaro, con cui dopo una stagione in Serie D gioca un altro anno in Serie C2.
In seguito disputa due campionati di Serie C1 con il Fano e poi passa all'Ancona con cui vince il campionato di Serie C2 1981-1982.
Nel 1984 si trasferisce al Modena, dove vince il campionato di Serie C1 1985-1986 e gioca le due stagioni successive in Serie B, totalizzando 53 presenze nella categoria. Termina la carriera nel Campionato Interregionale con il Faenza.

## Statistiche

### Presenze e reti nei club
| Stagione          | Squadra           | Campionato        | Campionato | Campionato | Totale   | Totale |
| Stagione          | Squadra           | Campionato        | Presenze   | Reti       | Presenze | Reti   |
| ----------------- | ----------------- | ----------------- | ---------- | ---------- | -------- | ------ |
| 1974-1975         | Bologna           | A                 | 0          | 0          | 0        | 0      |
| 1975-1976         | Imolese           | D                 | 24         | 0          | 24       | 0      |
| 1976-1977         | Imolese           | D                 | 18         | 0          | 18       | 0      |
| Totale Imolese    | Totale Imolese    | Totale Imolese    | 42         | 0          | 42       | 0      |
| 1977-1978         | Vis Pesaro        | D                 | 32         | 0          | 32       | 0      |
| 1978-1979         | Vis Pesaro        | C2                | 26         | 2          | 26       | 2      |
| Totale Vis Pesaro | Totale Vis Pesaro | Totale Vis Pesaro | 58         | 2          | 58       | 2      |
| 1979-1980         | Fano              | C1                | 19         | 0          | 19       | 0      |
| 1980-1981         | Fano              | C1                | 31         | 3          | 31       | 3      |
| Totale Fano       | Totale Fano       | Totale Fano       | 50         | 3          | 50       | 3      |
| 1981-1982         | Ancona            | C2                | 32         | 2          | 32       | 2      |
| 1982-1983         | Ancona            | C1                | 28         | 0          | 28       | 0      |
| 1983-1984         | Ancona            | C1                | 29         | 1          | 29       | 1      |
| Totale Ancona     | Totale Ancona     | Totale Ancona     | 89         | 3          | 89       | 3      |
| 1984-1985         | Modena            | C1                | 32         | 0          | 32       | 0      |
| 1985-1986         | Modena            | C1                | 31         | 0          | 31       | 0      |
| 1986-1987         | Modena            | B                 | 34         | 0          | 34       | 0      |
| 1987-1988         | Modena            | B                 | 19         | 0          | 19       | 0      |
| Totale Modena     | Totale Modena     | Totale Modena     | 116        | 0          | 116      | 0      |
| 1988-1989         | Faenza            | Int               | ?          | ?          | ?        | ?      |
| Totale carriera   | Totale carriera   | Totale carriera   | 355+       | 8+         | 355+     | 8+     |

## Palmarès

### Club

#### Competizioni nazionali
- Serie C1: 1

Modena: 1985-1986
- Serie C2: 1

Ancona: 1981-1982